# (4002) Shinagawa
(4002) Shinagawa ist ein Hauptgürtelasteroid, der am 14. Mai 1950 vom deutschen Astronomen Karl Wilhelm Reinmuth von der Landessternwarte Heidelberg-Königstuhl (Sternwarten-Code 024) aus entdeckt wurde.
Der Asteroid wurde nach dem japanischen Techniker Seishi Shinagawa (* 1944) benannt, der als erster einen Computer zur Berechnung der Umlaufbahnen von Himmelskörpern einsetzte.